# Jardin des Alpes
Le jardin des Alpes est un jardin public situé à Genève, en Suisse.

## Histoire
Jusqu'en 1862, la zone actuellement occupée par le jardin était un port naturel ouvert sur le lac Léman, ce qui explique sa forme triangulaire. En 1873, le duc Charles II de Brunswick meurt à Genève et lègue sa fortune à la ville, pour autant qu'un monument lui soit construit, ce qui sera chose faite quelques années plus tard dans le parc. En 2011, plusieurs arbres du parc sont abattus et remplacés par de jeunes pousses.

## Description
L'entrée du parc depuis le lac est marqué par deux lions de pierre devant un terre-plein incliné fleuri qui monte jusqu'au monument. À l'arrière de celui-ci se trouve une zone de verdure qui s'étend autour d'un bassin rectangulaire originellement prévu pour le jardin anglais et d'un pavillon.